# Konwertaza C5

Powstawanie konwertazy C5

Konwertaza C5 – enzym (EC 3.4.21.43/3.4.21.47), który katalizuje rozkład białka dopełniacza C5 na dwa składniki C5a i C5b. Istnieją 2 formy konwertazy C5: działająca w drodze klasycznej i drodze alternatywnej aktywacji dopełniacza.
Różnica między nimi polega na ich budowie w drodze klasycznej jest to kompleks C4b2a3b, a w drodze alternatywnej C3bBbC3b (inaczej C3b2Bb).
Powstanie konwertazy C5 zapoczątkowuje końcowy etap aktywacji dopełniacza, w którym powstaje kompleks atakujący błonę zdolny do tworzenia por w błonie komórkowej patogenów i w ten sposób niszczenia ich.
Zobacz też: konwertaza C3.